# Uroš Čučković
Uroš Čučković (Kotor, 25. travnja 1990.), crnogorski je vaterpolist. Trenutačno igra za francuski vaterpolski klub  CN Marseille. Visok je 201 centimetar i težak 103 kilograma.

## Vanjske poveznice
- Uroš Čučković - Player Info | Global Sports Archive (GSA)
- UROŠ ČUČKOVIĆ U OGLEDALU: Čovjek je sam odgovoran da u sebi otključa ljubav
- Uros CUCKOVIC | Cercle des Nageurs de Marseille
- Portal Antena M - vaterpolo Budimpesta Cuckovic, Lazovic i Gojkovic
- EC 2014 Budapest day 8 Uros Cuckovic (MNE)
- Portal Antena M- Uroš Čučković
- Uros CUCKOVIC | Profile | FINA Offical
- Uroš Čučković - izjava nakon oporavka
- Uroš Čučković - izjava pred meč s Kanadom | Meridian Sport
- Uroš Čučković – izjava pred meč s Kanadom